# Hans-Joachim Meyer
Pour les articles homonymes, voir Meyer.
Hans-Joachim Meyer, né le 13 octobre 1936 à Rostock (Allemagne) et mort le 29 mars 2024 à Potsdam (Brandebourg), est un homme politique est-allemand. 
Il est ministre de l'Éducation et des Sciences en 1990, au sein du dernier gouvernement est-allemand avant la réunification allemande.

## Biographie
Hans-Joachim Meyer a étudié à l'Académie allemande de sciences politiques et juridiques Walter Ulbricht.

## Décoration
- 2005 : commandeur de l'ordre du Mérite de la République fédérale d'Allemagne